# Senegal na Letnich Igrzyskach Olimpijskich 1972
Senegal na Letnich Igrzyskach Olimpijskich 1972 reprezentowało 38 zawodników (sami mężczyźni). Był to 3 start reprezentacji Senegalu na letnich igrzyskach olimpijskich.
Najmłodszym zawodnikiem w reprezentacji był 18-letni sprinter, Christian Dorosario, zaś najstarszym był judoka, 38-letni Babacar Sidibé.